# ジョゼフ・ボナンノ
ジョゼフ・ボナンノ（英語：Joseph Bonanno、1905年1月18日 - 2002年5月11日）は、アメリカ合衆国のマフィア。イタリア系犯罪組織であるコーサ・ノストラの幹部で、ニューヨークの五大ファミリーの1つであるボナンノ一家のボス。本名はジュゼッペ・ボナンノ (Giuseppe Bonanno)。ゲイ・タリーズの著作『汝の父を敬え』（常盤新平訳）のモデルであり、イタリア移民の成功と没落を通して落陽の中にあるアメリカを描いた本作の名が高かったために、息子のビル・ボナンノが実録本としての『ゴッドファーザー伝説―ジョゼフ・ボナーノ一代記』を2001年に執筆するおまけもついている。

## 生涯

### 家系
1905年1月18日にシチリア島のカステッランマーレ・デル・ゴルフォ（以下、カステラマレと略記）に誕生する。ボナンノ家は何世紀もの歴史を持つ名門で、1850年代から1880年代にジョゼフの祖父にあたるジュゼッペ・ボナンノが一家を率いた。1890年代後半にブチェラート家と戦争状態となり、1899年にジュゼッペの次男ステファノがロープで絞殺され、1903年に三男のジュゼッペ・ジュニアがナイフで刺されて死亡し、トラパニに就学していた四男のサルヴァトーレが帰還して家督を継ぎ、ブチェラート家の一味数人を殺害して復讐した。その後ブチェラート家と和解し、ブチェラート一族のドンのフェリチェ・ブチェラートがサルヴァトーレの息子のジョゼフ・ボナンノの名付け親（ゴッドファーザー）になることで和解の記しとした。1908年にサルヴァトーレは息子のジョゼフと共に一家でアメリカに移住し、カステラマレ移民が固まって住んでいたブルックリンのウィリアムズバーグに住んだ。1911年に他のギャングと商売をめぐって対立したため、シチリアに帰国し、サルヴァトーレはその後徴兵で従軍したが、従軍中の怪我が原因で死亡した。ジョゼフは1921年にパレルモの商船大学に入学した。

### 密輸ギャングの仲間入り
ベニート・ムッソリーニのファシスト政策による強力なマフィア取り締まりから逃れるため、1924年12月に再度渡米した。フロリダ州タンパに着くと、従兄弟のステファノ・マガディーノの斡旋で、当時バッファロー一家の密輸の手伝いをしていたウィリー・モレッティにニューヨークまで連れられて来た。かつて住んだウィリアムズバーグで叔父のボンヴェントレ兄弟の保護下に入った。ヴィト・ボンヴェントレのパン屋の配送トラックのドライバーなどをしていたが、1927年1月にマガディーノの紹介で、仲間のガスパール・ディグレゴリオと共にサルヴァトーレ・マランツァーノの酒密輸ビジネスに加わった。1927年8月にニュージャージー州のモレッティの自宅でボストンの密輸ギャングであるジョセフ・P・ケネディの面識を得たとされる。

### マッセリアとの抗争
1928年10月にブルックリンに勢力を拡大したジョー・マッセリアが、カステラマレ派のボスであるコラ・シーロに上納金を要求して圧力を加えた。ボナンノはディグレゴリオらと共にマッセリア派の襲撃から酒密輸トラックを守った。1930年初め、逃亡したコラ・シーロに代わってボスを継いだジョー・パリッノはマッセリアの傀儡になったため、強硬派のマランツァーノにとって替えられた。マランツァーノは、マッセリアに密かに造反していたコルレオーネ系マフィアのトミー・ガリアーノ一派と水面下で同盟し、マッセリア陣営の有力者を次々に殺害した（カステランマレーゼ戦争）。1931年4月、マッセリアが部下の裏切りで謀殺された後、マランツァーノはマフィアを一堂に集めて勝利宣言を行い、ニューヨークマフィアを五大ファミリーに整理すると共に、自らボスの中のボスを宣言した。
1931年9月、マランツァーノはルチアーノにより謀殺されたが、ボナンノ含め部下たちはルチアーノに復讐しなかった。この間のボナンノの態度は不明である。その後、ボス投票でフランチェスコ・イタリアーノを下し、26歳でカステラマレ派ファミリーのボスに選出された。1931年11月、マフィアの家系で同郷のフェイ・ラブルッゾと結婚した。

### 五大ファミリーのボス

#### 1930年代～1940年代
ファミリーの規模はニューヨークの他のファミリーに比べ小さかったが、ブルックリン北部やマンハッタンのリトルイタリーを拠点に、ナンバーズ賭博やイタリア富くじ、高利貸し、組合強請、麻薬ビジネスなど多角展開し、持ち前の経営センスからアパレル工場、チーズ製品、倉庫ビジネス、モーテル、ピザ屋やカフェまで半合法ビジネスを広げた。蓄財の大部分を隠したため国税局にも把握されず（脱税）、億万長者になった。葬儀屋も経営し、二重底の棺桶を開発して死体の証拠隠滅に役立った。マフィアの協定を侵してアリゾナにも進出し不動産開発や保険業を展開、また綿農園を買収した。1945年、アメリカ市民権を獲得し、同年、賃金法違反で罰金を払った。1946年12月、キューバで行われた全米ギャングのハバナ会議に参加した。

#### 1950年代
ランスキーとキューバの賭博事業に投資し、ハイチに独自の賭博投資を行なった。カナダのモントリオールにも地歩を伸ばし、従兄弟のマガディーノ一家と対立する地元のコントロニ一家と提携して、1951年、麻薬取引の拡大のためシチリア島パレルモで地元マフィアやコミッションの面々と会議した。1952年、カーマイン・ギャランテを派遣、モントリオールをヘロイン密輸の一大拠点にすると、更にマガディーノの縄張りのトロントに狙いを定めた。1953年、当局に国外追放されそうになったが下院議員の知友やローマンカトリック司教のお陰で免れた。1956年、ニューヨーク州南部ビンガムトンのアーリントンホテルで、副ボスのフランク・ガロファロ、カーマイン・ギャランテ、ジョン・ボンヴェントレ、バーバラ一家のジョゼフ・バーバラ、ルッケーゼ一家のジョゼフ･ディパレルモらと麻薬会議を行った（帰途ギャランテが運転免許証不携帯で捕まり集会が暴露された）。
長年コミッションのメンバーを務めたが、他のファミリーの内紛には不干渉主義を貫いた。1957年10月、ニューヨークのマフィア間で権力闘争が起こっている間、南国のバカンスで肌を焼き、ルチアーノらとシチリアの麻薬サミットに参加したりしていた（ルチアーノやジョゼッペ・ジェンコ・ルッソたちと委員会設立や密輸ルートの会議を行った）。同年11月、マフィアの大集会アパラチン会議が開催され、ボナンノは、部下のジョン・ボンヴェントレやナタール・エヴォラらと拿捕された。1956年8月にジョゼフ・プロファチと子供同士の結婚を通じて姻戚関係を結び、プロファチ一家と連携を強化した。

### バナナ戦争
1962年3月にプロファチが病死して副ボスのジョゼフ・マリオッコがプロファチ一家のボスの座に就いたが、コミッションはジョーイ・ギャロの反乱問題を解決していないとしてマリオッコのボス就任に難色を示した。ギャロの反乱行動の背後にカルロ・ガンビーノがいると見たボナンノはマリオッコと共謀して、マリオッコのボス就任に反対するガンビーノ、トーマス・ルッケーゼ、マガディーノらニューヨークファミリーボスと、ボナンノが乗っ取りを仕掛けていたロスのフランク・デシモネらを一気に暗殺することを企てた。しかしマリオッコから暗殺を請け負った配下の幹部ジョゼフ・コロンボが両陣営を天秤にかけてガンビーノ側に寝返り、暗殺計画を密告した。
1963年8月、コミッションでマリオッコのボス就任が正式に却下され、またロスのデシモネ一家を狙うボナンノの縄張り拡大計画もマガディーノらの強い反対で却下された。さらに暗殺計画の背後にボナンノがいると見たガンビーノ主導のコミッションは、ボナンノにコミッション席上で釈明するよう要求し、ボナンノがこれを拒否すると、今度は引退を要求したが、ボナンノは再び拒否した。後年ボナンノは、暗殺計画自体がガンビーノの陰謀だったとしている。
1964年2月、ボナンノは息子のビルを相談役に据えたが、一家の古参幹部ガスパール・ディグレゴリオはこの昇進人事に反発して、ガンビーノ陣営の従兄弟のマガディーノに苦情を言いに行ったとされる。
1964年10月21日にボナンノは裁判所の審理に召喚される直前にマガディーノ一味に誘拐された。マガディーノと局面収拾の話し合いをしていたとされる。組織犯罪の疑いで連邦当局に告発されていたため、誘拐は当局の追及を逃れるための自作自演だったとの説がある。ボナンノは息子のビル・ボナンノにファミリーを継がせ自分は引退するという考えで譲歩を迫ったとされるが、ビルを通じた支配力が温存されると見たガンビーノに拒否された。6週間で解放されたが、その後北米各地を転々として行方をくらました。ボス不在の間に一家は、幹部ディグレゴリオ派と息子ビル・ボナンノ派に分裂して抗争に発展した。分裂の背景には地元ニューヨークより外のビジネスを優先しているボナンノへの内部の不満があったとも、一家の弱体化を狙うガンビーノがディグレゴリオを扇動したとも言われる。
1965年初め、コミッションはボナンノから一家のボスの座を剥奪してディグレゴリオを新ボスに就かせた。抗争は止まらず、多数の死傷者を出した。1966年、抗争のエスカレートによる当局の取り締まり強化を恐れたコミッションは、ディグレゴリオを罷免してポール・シャッカに替え、事態の収拾を図った（シャッカはガンビーノの腹心ともその実ボナンノに通じていたとも）。大量のメンバーがマガディーノ陣営に移って組織が弱体化する中、ボナンノが一線に復帰すると、一度認めた引退を撤回して、更に抗争は泥沼化した。1968年にかけて療養先のアリゾナ州ツーソンで3度刺客に襲われたが、いずれも失敗に終わった。1968年7月22日、妻フェイと自宅の寝室にいたところを狙撃され、また煙突から爆弾を落とされた。1969年、持病が再発し入院したが、病院に脅迫電話があったり、脅迫状が何通も届いたりした。

### 引退
1969年にボナンノは息子のビルと共にニューヨークから忽然と姿を消した（事実上の引退）。ガンビーノ、スティーヴ・ラサール、ジョゼフ・コロンボ、カーマイン・トラムンティと恨みを持たず報復行為を行わない、と話し合いをしたとされる。その後一家のボスは、フィリップ・ラステリ、カーマイン・“リロ”・ギャランテ、そして現在のジョー・“ビッグ・ジョーイ”・マッシーノと続いている。そしてニューヨークを後にしたボナンノは1950年代からよく訪れていたアリゾナ州ツーソンに移り住んだ。ツーソンはカステラマレ移民が多く移り住んでおり、引退後同郷の彼らの面倒を見たりしていた。1983年に自叙伝"Man of Honor"を著した（内容にはかなりの誇張や虚偽があるとされている）。1985年に自伝の内容を元に過去の犯罪歴を追及され、法廷侮辱罪で14か月の禁固処分となった。2002年5月11日に心筋梗塞で死去し、ツーソンのホーリー・ホープ墓地に埋葬された。

## ビジネスと麻薬
一般的にマフィアのボスは表向きは麻薬取引を禁止していても、分け前がちゃんと上納されれば目をつぶるケースが多かった。ボスともなれば力で部下が麻薬取引に関与するのを押さえ込むことはできたし、現にポール・カステラーノなどそうしたボスもいる。またシカゴのトニー・アッカルドは麻薬取引を禁止する代わりに部下に補償金を支給していた。シチリア・マフィアの大物でボナンノと付き合いがあったトンマーゾ・ブシェッタは、ボナンノが麻薬密輸に関わったことは1度も無いと断言している。

## 他のマフィアとの関係
ジョー・バナナというあだ名で呼ばれていたが、彼自身はこの呼び名を嫌っていた。上品で独自の理論を持っていた人物であった。彼は当時のマフィアとしては珍しく教養があったので、難しい話をすると周りの者から、お前の言っていることはわからんとからかわれたりしたという。

### アル・カポネ
1931年4月にジョー・マッセリアが殺害されてカステランマレーゼ戦争が終わり、5月にシカゴで行なわれたギャングの集まりにマランツァーノに同行し参加した。そこではじめて会うアル・カポネのことを「カポネは気前のいいホストで、全員の宿泊代を持ち、食事と酒と女を用意し、滞在中は警察に手出しをさせないという保障を与えてくれた。彼について恐ろしい噂を聞いていたが、実際会ってみると楽しい男だった」と語っている。

### トーマス・ルッケーゼ
自叙伝の中では、ガンビーノよりもむしろルッケーゼをもっとも敵視している。マランツァーノ暗殺の陰の立役者とみて、ボナンノの盟友ジョゼフ・プロファチやジョゼフ・マリオッコの没落や、ボナンノ自身の引退騒動に主要な役割を演じたと信じていた。マガディーノもルッケーゼに操られたのだとしている。

### カルロ・ガンビーノ
アルバート・アナスタシアが暗殺された後、ボスにカルロ・ガンビーノを推した。その理由は、ガンビーノが弱くて、誰の脅威にもならないと見ていたからだった。その当時ガンビーノはヴィト・ジェノヴェーゼとトーマス・ルッケーゼから目をかけられていたにもかかわらず、リーダーとしての資質がまったくなかった。自分より力のある人間にひたすらまとわりついて媚っていたから、ボナンノは彼のことを女々しいやつと呼んでいた。しかし、実際にはガンビーノ一家はニューヨ－ク最大最強の一家に成長し、ボナンノは対照的にボスの座を追われることになる。最後に頂点に立ったのはガンビーノだった。

### サム・ジアンカーナ
シカゴ・マフィアのボスのサム・ジアンカーナとはアリゾナ州の支配権をめぐって対立していたという。またコミッション会議のときに意見の食い違いで口論になったこともあるという。

## エピソード
- 30年以上もボスを務め、97歳まで生きたボナンノはマフィア現代史の生きた化石のような人物であったため、その人生が著作化・ドラマ化されたりした。

- ブルックリンのウィリアムズバーグに住んで間も無い頃、地元の大物がボナンノの密造の仕事を横取りしようとした。それが事件となりボナンノはその大物を脅しあげた。そのことを同じカステラマレ出身のサルヴァトーレ・マランツァーノは脅しに屈しない勇気だと絶賛し、それからマランツァーノの側近になったという。

- ボナンノは腕っ節が強く、知的で美男子だったため、若い頃から仲間から人気があった。

- 1963年にマフィアの暴露本を出したニコラ・ジェンタイルは、1931年9月にマランツァーノが連邦査察官に扮装したユダヤ系殺し屋に殺害された時、殺し屋をマランツァーノの事務所まで手引きしたのがボナンノだったとしている[13]。

- 1983年のボナンノの自叙伝は、マランツァーノの暗殺を事前に知らなかったとし、トーマス・ルッケーゼの関与を示唆した。

- ルチアーノやコステロ、ルッケーゼのように夜の歓楽街で豪遊するタイプではなかったが、ルビー、サファイヤなど宝石類と煙草には目がなかった[14]。

- 「アメリカの他の都市部は一都市一ファミリー、そこのボスたちは長いキャリアを享受し、平和に自然死しているのに、ニューヨークは対立や戦争が日常的に起こり、リーダーは不安定な暮らしを強いられる」と自伝に綴っている[15]。

- 30余年にわたるボス在任期間、一度も有罪にならなかった。引退後、過去の活動を理由に何度も有罪となった[15]。

- 映画ゴッドファーザーについて、「組織犯罪やギャングについてではなくファミリーのプライドと栄誉がテーマであり、だからこそこの映画は人気を得た。残酷な世界で生き残るために血の繋がりを強く意識した人々の生き様を活写した」と自伝で述べた[16]。

- 1957年にニューヨークで権力闘争がヒートアップしているのを尻目に世界中を飛び回り、バカンス休暇や麻薬会議からニューヨークに戻ってくるたびにコミッションのメンバーが入れ替わっているので「もう何が起こっても驚かない」と言ったという[11]。

- 部下たちには無理に上納金を強制しなかった。もし提出しなくても圧力をかけたりはしなかったという。麻薬ビジネスと売春業には反対していた。そのため、自分の一家のグループ・リーダーのカーマイン・ギャランテが麻薬密輸をしているのを知ったときは失望したという。

- 1965年の終わり頃には、当時カルロ・ガンビーノと親しく、自分とも親しいトンマーゾ・ブシェッタのところに部下のカーマイン・ギャランテを送り話し合いをしたいと伝えたが、ブシェッタはガンビーノとボナンノが揉めている事を知っていたのでトラブルに巻き込まれないため断った。一説によると、このときボナンノはブシェッタをガンビーノとの仲介役に頼もうとしていたという説もある。（『さらばコーザ・ノストラ ― だれも書けなかったマフィアの真実』、ピーノ・アルラッキ著、大辻康子翻訳より）もし話し合いをしてうまくいっていたら、その後のマフィアの勢力図は大きく変わっていたかもしれない（このときギャランテは麻薬取引の罪で1972年まで収監中であったので、この話は作り話だろう。あるいはギャランテを別人と取り違えている可能性もある）。

- ボナンノの自宅に爆弾を仕掛けた人物にFBI捜査官のデイヴィッド・ヘイルがいた。FBIもマフィアを徹底的に潰したかったようだ。ヘイルは事件が世間に知られると退職したという。

- 1979年にカーマイン・ギャランテが暗殺された時、ギャランテ消しの了解を得るためニューヨークマフィアの特使がツーソンに飛んだとされる[17]。

## 関連作品等
- アル・パチーノ主演の｢フェイク」で、FBI捜査官のジョー･ピストーネによる、ドニー・ブラスコ作戦で大量検挙の的になったのはかつてのボナンノ一家である。
- 映画「ゴッドファーザー」のモデルのひとりとされ、古参幹部との対立や自宅襲撃などボナンノのエピソードが取り入れられた。
- ビル・ボナンノ『ゴッドファーザー伝説―ジョゼフ・ボナーノ一代記』戸田裕之訳、集英社、ISBN 4087733629
- Bonanno, Joe (1983). A Man of Honor: The Autobiography of Joseph Bonanno. New York: Buccaneer Books, Inc. 1-56849-722-9
- 1983年4月、CBS系列のTV番組「60ミニッツ」に息子ビルと共に出演し、インタビューに応じた[18]。